# 타람파미늘전갱이
타람파미늘전갱이(학명:Carangoides talamparoides)는 전갱이목 전갱이과에 속하는 물고기이다. 몸길이는 32cm로서 전갱이과에선 소형인 어류에 속한다.

## 특징과 먹이
타람파미늘전갱이는 미늘전갱이처럼 전갱이목 전갱이과에서 매우 아름다운 은색을 가지는 어종으로서 영어권에서는 (Impostar Trevally)임포스타 트레블리라는 이름으로도 불리는 물고기이다. 미늘전갱이와 대체적으로 유사하지만 미늘전갱이하고는 달리 제2등지느러미의 앞부분이 덜 솟구쳐 있으며 미늘전갱이에 비해 눈과 입이 뒤쪽으로 위치하고 꼬리지느러미가 노란색이라는 차이점이 있다. 그 외에는 미늘전갱이와 동일한 특징을 가지고 있으며 먹이로는 멸치, 청어와 같은 작은물고기, 요각류, 갑각류를 주로 잡아먹는 육식성물고기에 속한다.

## 서식지와 어획
타람파미늘전갱이의 주요한 서식지는 인도양과 서부 태평양이 있으며 그 중에서도 인도, 스리랑카, 일본, 오스트레일리아에 이르는 지역에 가장 많은 개체수가 서식하고 있다. 수심 0~150m의 산호초가 많은 대륙붕의 지역이나 연안에서 서식하는 표해수대의 어류이다. 타람파미늘전갱이도 식용으로 이용되는데 주로 회나 초밥으로 많이 먹는다.

## 같이 보기
- 전갱이목
- 전갱이과